# Julia Fox

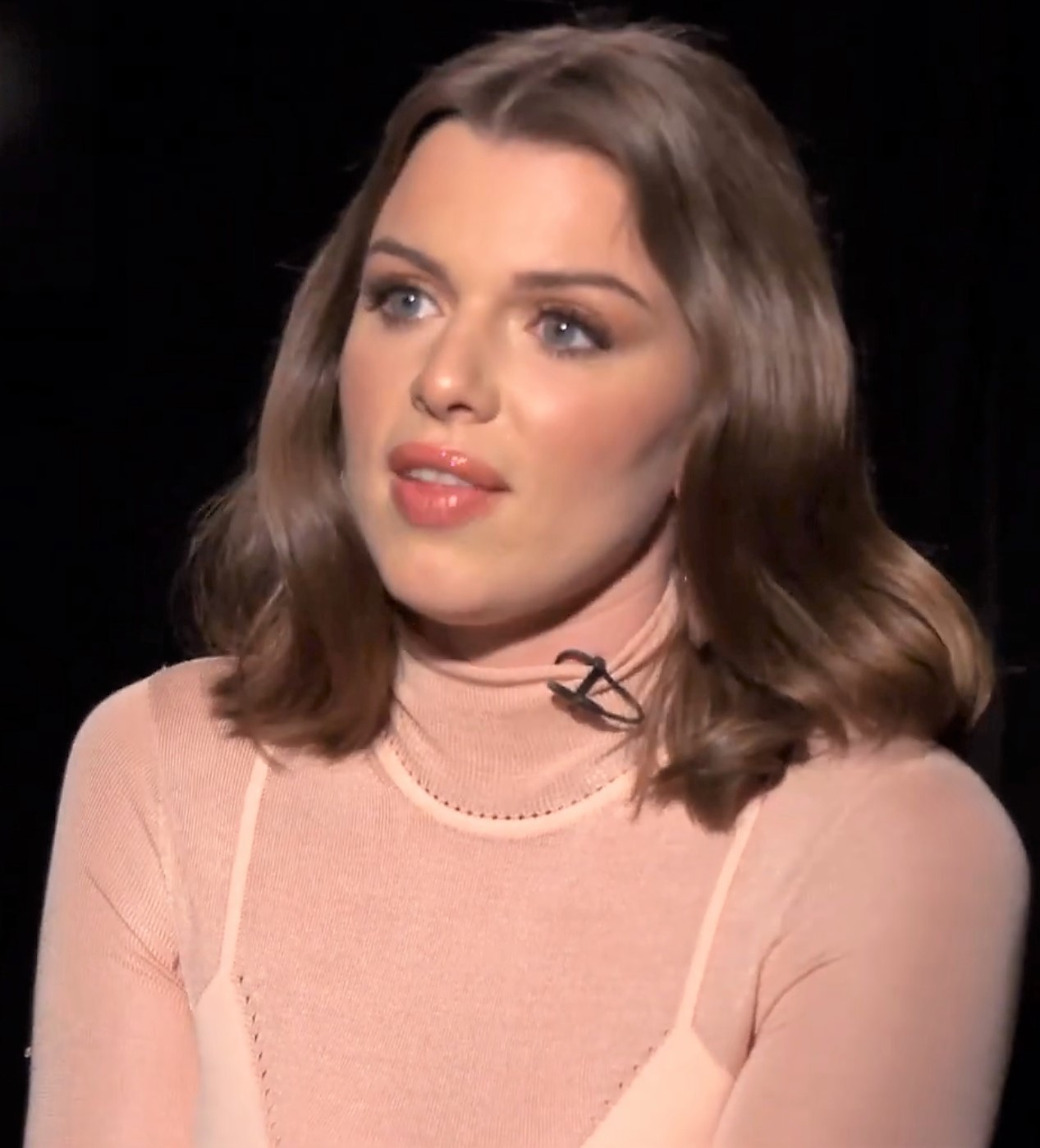
Julia Fox (2019)

Julia Fox (* 2. Februar 1990 in Mailand) ist eine italienisch-US-amerikanische Schauspielerin. Bekannt wurde sie durch ihr Schauspieldebüt im Film Der schwarze Diamant aus dem Jahr 2019, für das sie bei den Gotham Awards 2019 für den Breakthrough Actor Award nominiert wurde.

## Leben
Fox wurde als Tochter einer italienischen Mutter und eines amerikanischen Vaters geboren. Sie wuchs bei ihrem Großvater auf. Im Alter von sechs Jahren zog sie mit ihrem Vater nach New York City und lebte im Stadtteil Yorkville in Manhattan. Fox besuchte die City-As-School High School und arbeitete unter anderem für sechs Monate als Domina.
Vor ihrer Rolle in Der schwarze Diamant war Fox Modedesignerin und startete mit ihrer Freundin Briana Andalore eine erfolgreiche Damenstricklinie namens Franziska Fox. Sie arbeitete außerdem als Model, Malerin und Fotografin. Sie veröffentlichte selbst zwei Fotobücher. Im Jahr 2017 veranstaltete Fox eine Kunstausstellung mit dem Titel R.I.P. Julia Fox, in der mit ihrem eigenen Blut bemalte Leinwände gezeigt wurden.
Von 2018 bis 2020 war Fox mit Peter Artemiev, einem Privatpiloten aus New York City, verheiratet. Im Januar 2022 machte Fox in einem Onlineartikel für das amerikanische Magazin Interview ihre Beziehung zu Kanye West öffentlich. Im Februar 2022 trennten sich Fox und West. Nach Angabe von Fox datete sie West, um „den Leuten etwas zu geben, worüber sie reden können“ während der Pandemie. Im Juli 2024 outete sich Fox auf TikTok als lesbisch.

## Karriere
Fox gab 2019 ihr Spielfilmdebüt im Film Der schwarze Diamant der Brüder Benny und Josh Safdie und spielte darin eine Verkäuferin in einem Schmuckgeschäft und die Liebhaberin des Protagonisten Howard Ratner (gespielt von Adam Sandler), eines spielsüchtigen Schmuckhändlers. Fox kannte die Safdie-Brüder seit ungefähr zehn Jahren.
Fox schrieb und inszenierte auch den Kurzfilm Fantasy Girls über eine Gruppe von Mädchen im Teenageralter, die in Reno, Nevada, Sexarbeit betreiben.

## Filmografie
- 2019: Der schwarze Diamant (Uncut Gems)
- 2020: Puppet
- 2020: Day by Day (Fernsehserie, Episode 1x02 Lovesick)
- 2020: Acting for a Cause (Fernsehserie, Episode 3x04 A Midsummer Night's Dream)
- 2020: Camgirl – Wahnsinnige Begierde (PVT CHAT)
- 2020: Paradise (Kurzfilm)
- 2021: No Sudden Move
- 2022: Puppet
- 2024: Presence
- 2024: Fantasmas (Fernsehserie, Episode 1x03 Toilets)
- 2024: The Trainer
- 2025: Idiotka
- 2025: Night Always Comes